# Gagea microfistulosa
Gagea microfistulosa är en liljeväxtart som beskrevs av Igor Germanovich Levichev. Gagea microfistulosa ingår i Vårlökssläktet och i familjen liljeväxter.
Artens utbredningsområde är Krym. Inga underarter finns listade.